# Vitalie Jacot
Pour les articles homonymes, voir Jacot.
 (juin 2024).
La mise en forme du texte ne suit pas les recommandations de Wikipédia : il faut le « wikifier ».
Les points d'amélioration suivants sont les cas les plus fréquents :
- Les titres sont pré-formatés par le logiciel. Ils ne sont ni en capitales, ni en gras.
- Le texte ne doit pas être écrit en capitales (les noms de famille non plus), ni en gras, ni en italique, ni en « petit »…
- Le gras n'est utilisé que pour surligner le titre de l'article dans l'introduction, une seule fois.
- L'italique est rarement utilisé : mots en langue étrangère, titres d'œuvres, noms de bateaux, etc.
- Les citations ne sont pas en italique mais en corps de texte normal. Elles sont entourées par des guillemets français : « et ».
- Les listes à puces sont à éviter, des paragraphes rédigés étant largement préférés. Les tableaux sont à réserver à la présentation de données structurées (résultats, etc.).
- Les appels de note de bas de page (petits chiffres en exposant, introduits par l'outil «  Source ») sont à placer entre la fin de phrase et le point final[comme ça].
- Les liens internes (vers d'autres articles de Wikipédia) sont à choisir avec parcimonie. Créez des liens vers des articles approfondissant le sujet. Les termes génériques sans rapport avec le sujet sont à éviter, ainsi que les répétitions de liens vers un même terme.
- Les liens externes sont à placer uniquement dans une section « Liens externes », à la fin de l'article. Ces liens sont à choisir avec parcimonie suivant les règles définies. Si un lien sert de source à l'article, son insertion dans le texte est à faire par les notes de bas de page.
- La présentation des références doit suivre les conventions bibliographiques. Il est recommandé d'utiliser les modèles {{Ouvrage}}, {{Chapitre}}, {{Article}}, {{Lien web}} et/ou {{Bibliographie}}. Le mode d'édition visuel peut mettre en forme automatiquement les références.
- Insérer une infobox (cadre d'informations à droite) n'est pas obligatoire pour parachever la mise en page.

Pour une aide détaillée, merci de consulter Aide:Wikification.
Si vous pensez que ces points ont été résolus, vous pouvez retirer ce bandeau et améliorer la mise en forme d'un autre article.
Vitalie Jacot (né le 21 février 1970) à Chișinău, RSS de Moldavie, URSS) est un homme politique
moldave pro-européen, membre du Parti Action et Solidarité (PAS), membre du Parlement de la République de Moldavie du XIe convocation du corps législatif depuis juillet 2021.

## Biographie

### Enfance et études
Vitalie Jacot est né le 21 février 1970 à Chișinău, République Socialiste Soviétique de Moldavie, URSS (aujourd'hui République de Moldavie).De 1977 à 1987, il a étudié à l'école n°1 de la ville de Chișinău du nom de „G. I. Kotovsky” (aujourd'hui Lycée Théorique „Gheorghe Asachi”). De 1987 à 1993, il a étudié à l'Université Technique de Moldavie (UTM) à la Faculté d'Électrophysique, avec une spécialisation en
„Ordinateurs, complexes, systèmes, réseaux”, obtenant le diplôme d'ingénieur des systèmes. Dans la période 1994-1999 a étudié le droit à l'Université d'État de Moldavie (UEM) entre 1996 et 1999 était étudiant à l'Académie d'Administration Publique auprès du Président de la République de Moldavie, Faculté des relations internationales, recevant un diplôme d'assistant dans le domaine des relations internationales, du droit international, de la diplomatie et des sciences politiques. Il parle le roumain (langue maternelle), le russe, le français et l'anglais.

### Activité professionnelle
Pendant ses études à la faculté, Vitalie Jacot a travaillé de 1991 à 1993 comme designer à l'Association
éditoriale internationale „Prut Internațional”. De 1993 à 1995, il dirige le département informatique du
fonds d'investissement Exiton-Bon. Entre 1995 et 1999, il a été le principal spécialiste de la section des
technologies de l'information du Département des biens municipaux de la Mairie de Chișinău, un
département qui desservait tout l'appareil de la mairie, toutes ses divisions et certaines mairies de la
banlieue de la commune. Vitalie Jacot a effectué un stage à la Mairie d'Anderlecht en Belgique dans le
cadre du projet DELICA, part du programme TACIS City Twining de 1996 à 1998. Au cours des périodes
1996-1999 et 2001-2003, il a été maître de conférences à l'Université Internationale Libre de Moldavie
(UILM), Département d'économie. De 1999 à 2002, il a été directeur DTP de la succursale moldave de
l'agence de publicité internationale Ogilvy & Mather. De 2002 à 2003, il a travaillé comme chef de projet dans l'entreprise à capitaux étrangers Celtica Moldavie. À cette époque également, il était conseiller au Consulat Honoraire de la République Italienne à Chișinău. De 2003 à 2019, Vitalie Jacot a été chef du département informatique et responsable des projets d'infrastructure dans la société internationale ICS British American Tobacco Moldavie SRL. Au cours des périodes 2008-2010 et 2012-2019, il a été président du conseil d'administration et administrateur de l'Association des copropriétaires du condominium 55/142 (nouveau nom l'Association des propriétaires du condominium A0110-0172),.
De 2019 à 2021, il a travaillé comme vice-préteur du secteur Botanica de la municipalité de Chișinău,. Vitalie Jacot a dirigé les activités du département du logement et des services communaux et du département de l'urbanisme et de l'architecture. Responsable de l'organisation des réparations courantes et majeures des locaux d'habitation et des réseaux utilitaires internes, de la comptabilité et de l'exploitation du parc de logements, de la gestion et du développement des logements et des services communaux, du développement et du fonctionnement de la construction et du système économique de l'industrie, du traitement sanitaire et de l'amélioration de le territoire du secteur, l'exploitation des espaces verts et l'enlèvement des déchets. Il a également été président de la Commission Administrative de la Préture et vice-président de la Commission des Situations d'Urgence (CSU) sectorielle du secteur Botanica.
Depuis 2021, Vitalie Jacot est membre du Parlement de la République de Moldavie. Il est membre de la
faction du Parti Action et Solidarité et de la Commission de la Politique Étrangère et de l'Intégration
Européenne et était auparavant membre de la Commission de l'Administration Publique et du Développement Régional. Il est responsable du secteur du logement et des services communaux et des questions d'urbanisme. L'homme politique est l'auteur de la loi sur le condominium. Vitalie Jacot
est également président du groupe d'amitié avec la République d'Azerbaïdjan, président du groupe d'amitié avec le Royaume du Maroc, responsable du groupe d'amitié avec la République du Kazakhstan, responsable du groupe d'amitié avec la Géorgie, membre de l'Assemblée Parlementaire du Partenariat Oriental (EuroNest), Assemblée parlementaire de Pologne-République de Moldavie, Assemblée Parlementaire de la Francophonie (APF), Dimension Parlementaire de l'Initiative Centre-Européenne (DP - ICE) et Union Interparlementaire (UIP).

### Activités de fête
Vitalie Jacot est membre du Parti Action et Solidarité (PAS) depuis sa création en 2016. Il a été membre actif de l'organisation locale du secteur Buiucani, après quoi il a rejoint l'organisation locale du secteur Botanica. En 2017, il devient membre du Bureau Permanent de l'organisation locale du secteur Botanica. En 2019, Vitalie s'est présenté au poste de vice-président du bureau permanent de l'organisation locale du secteur Botanica et a été élu à ce poste. De 2020 à 2021, il a été président par intérim du bureau permanent de l'organisation locale du secteur Botanica. Lors du congrès de l'Organisation territoriale (OT) Chișinău en novembre 2021, il a présenté sa candidature au poste de vice-président de l'OT Chișinău pour la construction du parti et la résolution des problèmes d'infrastructure et a occupé ce poste jusqu'en mai 2024. Ce poste lui a permis de rejoindre le Bureau Politique National du PAS,.

## Opinions politiques
Vitaly Jacot prône l'intégration de la République de Moldavie dans l'Union Européenne. C’est un adepte des idées et des valeurs du centre-droit.

## External links
- Profil sur le site du Parti Action et Solidarité
- Profil sur le site Internet du Parlement de la République de Moldavie